# Halichoeres bleekeri
Halichoeres bleekeri là một loài cá biển thuộc chi Halichoeres trong họ Cá bàng chài. Loài này được mô tả lần đầu tiên vào năm 1887.

## Từ nguyên
Từ định danh bleekeri được đặt theo tên của bác sĩ kiêm nhà ngư học người Hà Lan Pieter Bleeker, người có những nghiên cứu được hia tác giả Steindachner và Döderlein trích dẫn nhiều lần.

## Phạm vi phân bố và môi trường sống
H. bleekeri trước đây được xem là một danh pháp đồng nghĩa của Halichoeres tenuispinis nhưng sau đó được công nhận một loài hợp lệ. H. bleekeri có phạm vi phân bố giới hạn ở vùng biển phía nam Nhật Bản (bao gồm quần đảo Izu) và trải dài đến đảo Jeju (Hàn Quốc).
H. bleekeri sống trên các rạn san hô viền bờ, thường tập trung ở khu vực có tảo phát triển và nhiều đá sỏi.

## Mô tả
H. bleekeri có chiều dài cơ thể lớn nhất được ghi nhận là 13 cm. Ngoài những khác biệt về chỉ tiêu đếm, cả hai loài H. bleekeri và H. tenuispinis còn có sự khác biệt về kiểu hình, điển hình là cá H. bleekeri cái không có đốm đen trên gốc vây đuôi như H. tenuispinis. Danh pháp H. tremebundus được mô tả bởi Jordan và Snyder dựa trên mẫu vật cá cái của H. bleekeri.
Số gai ở vây lưng: 9; Số tia vây ở vây lưng: 11; Số gai ở vây hậu môn: 3; Số tia vây ở vây hậu môn: 11; Số tia vây ở vây ngực: 13 (hiếm khi là 14 như H. tenuispinis); Số gai ở vây bụng: 1; Số tia vây ở vây bụng: 5; Số vảy đường bên: 27–28.